# Kroatische Fußballnationalmannschaft (U-16-Junioren)
Die kroatische U-16-Fußballnationalmannschaft ist eine Auswahlmannschaft kroatischer Fußballspieler. Sie unterliegt der Hrvatski nogometni savez und repräsentiert sie international auf U-16-Ebene, etwa in Freundschaftsspielen gegen die Auswahlmannschaften anderer nationaler Verbände. Spielberechtigt sind Spieler, die ihr 16. Lebensjahr noch nicht vollendet haben und die kroatische Staatsbürgerschaft besitzen, bei Einladungsturnieren kann hiervon gegebenenfalls abgewichen werden. 

## Hintergrund und Geschichte
Derzeit wird in der U-16-Altersklasse kein offizielles Turnier mehr seitens der FIFA organisiert. Seit einer Pilotphase 2012 werden seitens der UEFA sog. „Entwicklungsturniere“ veranstaltet, die jedoch nicht den Charakter einer europaweiten Meisterschaft haben. Vielmehr steht hier die Sichtung von Nachwuchstalenten und der Austausch mit anderen Verbänden im Vordergrund. 
Bis zur Unabhängigkeit Kroatiens von Jugoslawien gab es keine eigenständige Juniorenauswahl, am 3. Juli 1992 erfolgte die Wiederaufnahme in die FIFA. In der Folge wurde die U-16-Auswahlmannschaft aufgebaut, für die Altersklasse gab es jedoch seit 1989 keinen FIFA-Wettbewerb mehr, da seinerzeit die U-16-Weltmeisterschaft in eine U-17-Weltmeisterschaft überführt worden war. Bis zur analogen Anhebung für die entsprechende Europameisterschaft im Jahr 2001 trat die U-16-Nationalelf ab 1993 in der Qualifikation an und erreichte vier Mal eine Endrunde, seither bestreitet die kroatische U-17-Nationalmannschaft die entsprechenden Kontinentalturniere. Größter Erfolg war das Erreichen des dritten Platzes bei der EM-Endrunde 2001, als die Mannschaft nach der Halbfinalniederlage gegen Spanien das Spiel um den dritten Platz mit einem 4:!-Erfolg über Gastgeber England erfolgreich gestaltete.

## Teilnahme an U-16-Europameisterschaften
(ab 2003 U-17-Europameisterschaft)
| 1993 | nicht qualifiziert |
| 1994 | nicht qualifiziert |
| 1995 | nicht qualifiziert |
| 1996 | Viertelfinale      |
| 1997 | nicht qualifiziert |
| 1998 | Viertelfinale      |
| 1999 | Vorrunde           |
| 2000 | nicht qualifiziert |
| 2001 | 3. Platz           |